# Shari Villarosa

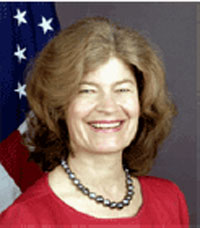
Shari Villarosa

Shari Villarosa (geb. Sharon Woods) ist eine US-amerikanische Diplomatin.

## Werdegang
Villarosa stammt aus der Familie eines US-Soldaten, so dass sie schon früh an verschiedenen Orten im Ausland lebte. Im Alter von sechs Monaten zog sie mit ihren Eltern nach Deutschland, so dass sie zuerst Deutsch statt Englisch sprechen konnte. Villarosa erhielt an der University of North Carolina (1970–1972) in Chapel Hill einen Abschluss in internationalen Studien. Einen Abschluss in Jura machte sie am College of William & Mary (1976–1978).
Sie arbeitete für den US-amerikanischen auswärtigen Dienst auf verschiedenen Posten im Ausland, so in Songkhla (Thailand), Brasilia, Quito und Bogota. Im Außenministerium der Vereinigten Staaten in Washington, D.C. arbeitete Villarosa als Special Assistant des Under Secretary for Economic Affairs, Deputy Director of the Office für Myanmar, Kambodscha, Laos, Thailand und Vietnam, Desk Officer für Singapur und Indonesien und im Office of Investment Affairs. Ein Jahr verbrachte sie am East-West Center in Honolulu als Diplomat-in-Residence.
Vom 20. Mai 2002 bis zum 10. Dezember 2002 war sie Chargé d’Affaires an der Botschaft der Vereinigten Staaten im gerade unabhängig gewordenen Osttimor. Danach war Villarosa Wirtschaftsberaterin an der Botschaft in Jakarta, Direktorin für Angelegenheiten betreffs der Philippinen, Malaysia, Brunei und Singapur im East Asia and Pacific Bureau des Außenministeriums und vom 31. August 2005 bis August 2008 Chargé d’Affaires in Myanmar.
Villarosa arbeitete ab September 2008 als Deputy Coordinator for Regional Affairs im Bureau of Counterterrorism des Außenministeriums, bis sie im September 2012 als Botschafterin der Vereinigten Staaten in Mauritius und auf den Seychellen vom Senat bestätigt wurde.

## Sonstiges
Villarosa spricht Spanisch, Portugiesisch, Thai und Indonesisch.